# Silence Is Wild
Albums de Frida Hyvönen
Frida Hyvönen Gives You: Music from the Dance Performance PUDEL
(2007)

Silence Is Wild est le troisième album de Frida Hyvönen. Il est sorti le 29 octobre 2008 en Scandinavie et le 4 novembre en Amérique du Nord. L'album est entré à la 9e place au hit-parade en Suède, devenant ainsi son album le mieux classé jusqu'alors.

## Titres
1. "Dirty Dancing" - 4:06
2. "Enemy Within" - 3:48
3. "Highway 2 U" - 4:09
4. "London!" - 4:03
5. "My Cousin" - 2:57
6. "Science" - 3:32
7. "Scandinavian Blonde" - 2:05
8. "December" - 4:05
9. "Birds" - 2:50
10. "Pony" - 3:05
11. "Sic Transit Gloria" - 4:08
12. "Oh Shanghai" - 5:42
13. "Why Do You Love Me So Much" - 3:12